# 핀초
핀초(pincho, 스페인어: [ˈpintʃo], 직역하면 '가시'나 '못') 또는 핀초(pintxo, (바스크어: [ˈpintʃo])는 전형적으로 바에서 먹고 전통적으로 스페인 북부, 특히 바스크 지방과 나바라 지방에서 인기가 있는 조그만 간식이다. 보통 친구들이나 친척들과 함께 바나 술집에 들렀을 때 작은 간식으로 먹는다. 그래서 핀초는 큰 사교성을 지니고 있으며, 바스크와 나바라 지방에서는 지역 문화와 사회의 토대로 여긴다. 핀초는 타파스와 관련이 있지만, 핀초는 흔히 빵조각에다가 꼬챙이나 이쑤시개로 '박아서 고정'하는 게 보통이라는 점이 주요 차이점이다. 핀초는 개인별로 1인분씩 나오고 항상 음료와는 개별적으로 주문과 계산을 한다. 하지만 한 식당에서 '핀초'라 불리고 다른 곳에서 '타파'라고 불리는 동일한 음식을 먹는 것이 불가능하진 않다. 
핀초는 '핀초스'(pinchos)라고 불리는데, 대부분이 '핀초'(스페인어로 '못'), 말 그대로 이쑤시개(또는 큰 종류에는 꼬챙이)가 있기 때문이다. 라틴아메리카에는 브로셰트도 '핀초스'라고 부르기 때문에 혼동하지 말아야 한다. 브로셰트에서는 꼬챙이나 이쑤시개가 음식을 요리하거나 다같이 고정하기 위해 쓰인다.

## 바스크의 핀초
바스크 지방과 나바라 지방의 전형적인 간식인 '핀초스'(pinchos)는 조그만 빵 조각 위에 한가지 재료나 여러 재료가 섞인 것을 올린 뒤 이름의 유래가 된 이쑤시개로 고정한 것으로 구성된다. 핀초스는 주로 막 담근 백포도주(txikito, 발음: [tʃiˈkito])나 맥주(zurito, 발음: [s̻uˈɾito] 쿼터의 1/4) 작은 한 잔과 곁들여서 전채로 먹는다. 핀초스는 바스크 지방과 칸타브리아 지방, 라리오하 지방, 부르고스 주 북부, 나바라 지방 같은 인접한 다른 지역의 술집에서는 매우 흔하며, 다양한 종류의 핀초스를 주로 바에서 접시에 담아 제공한다.

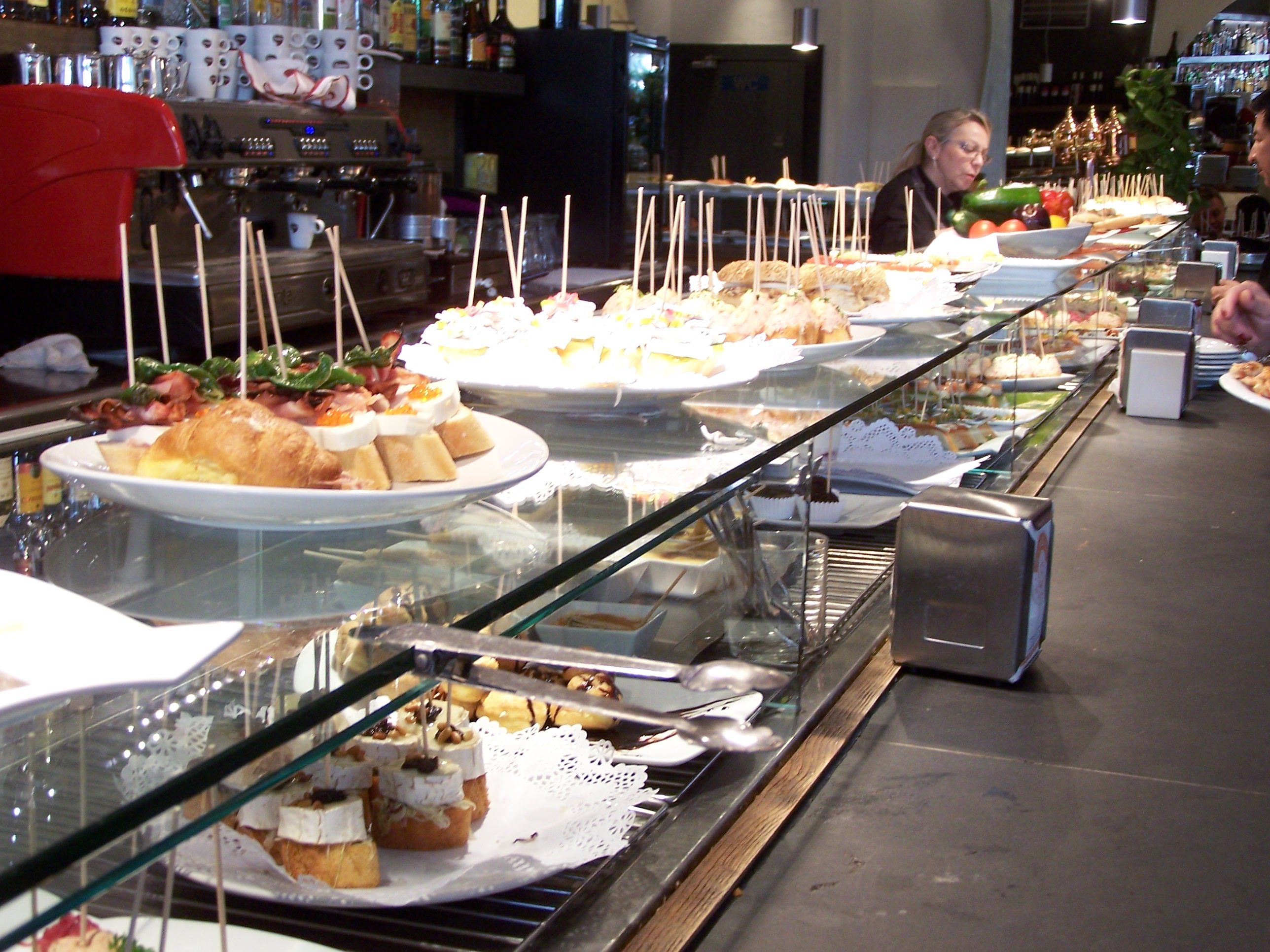
바에 있는 핀초스

이런 유형의 핀초스에서 이쑤시개는 재료들이 빵 위에서 무너지는 것을 막아 주는 동시에 손님이 먹은 핀초스 개수의 흔적이 남아있도록 하는 데 쓰인다. 가끔씩 다른 가격의 핀초스가 서로 다른 모양이나 크기의 이쑤시개를 가지고 있기도 한다.
거의 모든 재료를 빵 위에 올릴 수 있지만, 바스크 지방에서 가장 흔하게 찾아볼 수 있는 것들은 해이크, 대구, 안초비 같은 생선이나, 토르티야나, 속을 채운 고추나 크로켓이 올려져 있다. 핀초스에는 매우 정교하게 만들어진 것도 있고 가끔씩은 공을 들인(그리고 어떤 때는 비싼) 생선이나 해산물, 고기로 이루어진 것도 있다.
핀초스는 사교 활동에서 해명할 때 쓰인다. 친구 모임은 전형적으로 포도주나 맥주 작은 잔을 마시고 핀초스를 먹으면서 한 술집에서 다른 집으로 가게 된다.

## 같이 보기
- 타파스
- 핀치토스
- 야키토리
- 브로셰트